# Cesare Ghirardi
Pour les articles homonymes, voir Ghirardi.
Cesare Ghirardi, né en 1841 à Mondovi et mort en 1900 à Turin, est un peintre italien.

## Biographie
Cesare Ghirardi, né en 1841 à Mondovi, est un élève de Gastaldi à l'académie de Turin. Il peint des scènes religieuses et des portraits.